# .ee
Pour les articles homonymes, voir EE.
.ee est le domaine de premier niveau national (country code top level domain : ccTLD) réservé à l'Estonie. Il est géré par EENet, le réseau estonien d'éducation et de recherche. Depuis 1997, EENet est une agence d'État administrée par le ministère estonien de l'éducation et de la recherche.